# 库托米斯托
库托米斯托（[ˈkotu ˈmiʃtu]）是一个位于西班牙和葡萄牙边界的微型国家，存在于10世纪—1868年。它包括圣地亚哥德鲁比亚斯村、鲁比亚斯村（今属西班牙卡尔沃斯德兰丁市）和梅乌斯村（今属西班牙巴尔塔尔市），这些村庄都位于西班牙加利西亚自治区奥伦塞省的萨拉斯谷地。库托米斯托的领土还包括一小块无人居住的区域，现在是葡萄牙蒙塔莱格里市的一部分。
由于复杂的中世纪庄园关系，这片土地数百年来都未被葡萄牙和西班牙控制，实际上作为一个主权国家独立运作，直到1864年《里斯本条约》将其领土划给西班牙（得到包括三个村庄的大部分土地）和葡萄牙（得到一小块无人居住的土地）。作为一个事实上的独立国家，库托米斯托的居民享有许多特权，包括免除兵役和税收，他们可以向外来者提供庇护，并拒绝任何外国军队进入。